# 信越総合通信局
信越総合通信局（しんえつそうごうつうしんきょく）は、情報通信行政を所管する総務省の地方支分部局である。新潟県・長野県を管轄している。

## 所在地
〒380-8795　長野県長野市旭町1108番地 長野第1合同庁舎

## 組織
局長の下、次の組織により構成されている。
- 総務部（総務課 - 財務室）
- 情報通信部（電気通信事業課 - 情報通信振興室 - 放送課 - 受信障害対策官）
- 無線通信部（企画調整課 - 航空海上課 - 陸上課 - 監視調査課）
- 総合通信相談所
- 信書便監理官

## 沿革
- 1950年（昭和25年）6月1日 電波監理委員会設置法の施行により、信越電波管理局が設置される。
- 1952年（昭和27年）7月31日に郵政省設置法の一部改正に伴う関係法令の整理に関する法律（昭和27年法律第280号）により、郵政省に電波監理委員会の機能が集約されたことに伴い、信越電波監理局に改称。
- 1985年（昭和60年）4月1日 郵政省設置法の改正により信越電気通信監理局となる。
- 2001年（平成13年）1月6日 中央省庁再編に伴う組織変更により信越総合通信局に改称。